# Объединение немецких профсоюзов
Объединение немецких профсоюзов (нем. Deutscher Gewerkschaftsbund, DGB) — немецкий профцентр, член Европейской профсоюзной конфедерации и Международной конфедерации профсоюзов. Основан в 1949 году.
Является зонтичной организацией восьми отраслевых профсоюзов. Самая крупная (6,6 млн членов) и влиятельная профсоюзная организация Германии, объединяет 85 % всех рабочих, являющихся членами каких-либо профсоюзов.

## Состав
Состоит из восьми отраслевых профсоюзов:
- Промышленный профсоюз «Строительство-Аграрное хозяйство-Экология» (IG Bauen-Agrar-Umwelt);
- Промышленный профсоюз «Горное дело, Химическая промышленность, Энергетика» (IG Bergbau, Chemie,Energie);
- Профсоюз «Воспитание и Наука» (Gewerkschaft Erziehung und Wissenschaft);
- Промышленный профсоюз «ИГ Металл» (IG Metall);
- Профсоюз «Питание-Деликатесы-Рестораны» (Gewerkschaft Nahrung-Genuss-Gaststätten);
- Профсоюз Полиции (Gewerkschaft der Polizei);
- Профсоюз Железнодорожников TRANSNET
- Объединённый профсоюз работников сферы услуг (Verdi)

## Предыстория
в 1890—1919 гг. существовала Генеральная Комиссия Профсоюзов Германии (Generalkommission der Gewerkschaften Deutschlands), в 1919—1933 гг. — Всеобщее Объединение Немецких Профсоюзов (Allgemeiner Deutscher Gewerkschaftsbund). Кроме того в этот период существовали Общая ассоциация христианских профсоюзов (Gesamtverbandes der christlichen Gewerkschaften), ориентировавшаяся на Партию центра, и Профсоюзное объединение рабочих и служащих (Gewerkschaftsrings deutscher Arbeiter-, Angestellten- und Beamtenverbände), ориентировавшееся на Немецкую демократическую партию.

## Роль в обществе
В своей программе Объединение германских профсоюзов придерживается идеи социальной солидарности, то есть выступает за справедливое распределение рабочих мест и доходов, социальных субсидий, развитие фондов накопления, борьбу с безработицей, равные шансы на успех независимо от происхождения, цвета кожи и пола — доля женщин в ОНП — 31,9 %.
В экономике ОНП поддерживают концепцию социальноориентированной рыночной экономики, отвечающей интересам сложившихся общественных структур.
Среди других приоритетов можно назвать развитие инфраструктуры и государственного сектора коммунальных услуг, поддержание высокого качества жизни. Особая роль в этом, по мнению ОНП, принадлежит государству: активное государственное вмешательство служит гарантом социального порядка и справедливости. Государственный сектор должен также решать вопросы экологии и задавать нормы в экономической и социальной сферах.

## Структура
В территориальном плане ОНП состоит из округов (bezirk), округа из районных ассоциаций (kreisverband).
Высший орган — съезд (Bundeskongress), представители земельных ассоциаций могут собираться на Федеральный комитет (Bundesausschuss), между съездами — Федеральное правление (Bundesvorstand), должностные лица — председатель (Bundesvorsitzender) и заместители председателя (stellvertretender Bundesvorsitzender), высший ревизионный орган — Федеральная ревизионная комиссия (Bundesrevisionskommission).
Округа
Округа соответствуют группам из нескольких земель.
Высший орган округа — окружная конференция (bezirkskonferenz), между окружными конференциями — окружное правление (bezirksvorstand), должностные лица округа — председатель окружного правления (bezirksvorsitzender) и заместители окружного председателя (stellvertretender bezirksvorsitzender), ревизионный орган округа — окружная ревизионная комиссия (bezirksrevisionskommission).
Районные ассоциации
Районные ассоциации соответствуют районам, группам районов или внерайонным городам.
Высший орган районной ассоциации — конференция районной ассоциации (kreisverbandskonferenz), между конференциями районных ассоциаций — правление районной ассоциации (kreisvorstand), должностные лица районной ассоциации — председатель районного правления (kreisvorsitzender) и заместители председателя районного правления (stellvertretender kreisvorsitzender).
Отраслевые профсоюзы
Отраслевые профсоюзы состоят из округов по одной на землю или несколько земель, округа в профсоюзах массовых профессий из районных ассоциаций, по одной на один или несколько районов или внерайонный город или же местных ассоциаций, по одной на один город в районе, в профсоюзах концентрированных профессий также из производственных групп (betriebsgruppe), по одной на производство отрасли в которой имелись рабочие состоящие в профсоюзы.
Высший орган отраслевого профсоюза — съезд (gewerkschatstag) (Bundeskongress в ver.di,  Gewerkschaftskongress в IG BCE), между съездами — совет (Gewerkschaftsrat или Gewerkschaftsbeirat), между советами — главное правление (hauptvorstand) (Федеральное правление (Bundesvorstand) в ver.di, EVG, GdP, IG BAU, правление (Vorstand) в IGM), высшее должностное лицо — председатель, высший контрольный орган — апелляционный комитет (Beschwerdeausschuss) (федеральная арбитражная комиссия (Bundesschiedskommission) в GEW, арбитражный комитет (Schiedsausschuss) в IG BAU), высший ревизионный орган отраслевого профсоюза — федеральная ревизионная комиссия (федеральный контрольный комитет (Bundeskontrollausschuss) в GdP, IGM).
Округа отраслевых профсоюзов
Округа отраслевых профсоюзов соответствуют землям или группам земель.
Высший орган округа отраслевого профсоюза — окружная конференция, между окружными конференциями — окружное правление, высшее должностное лицо округа отраслевого профсоюза — председатель окружного правления.
Районные ассоциации отраслевых профсоюзов
Районные ассоциации отраслевых профсоюзов соответствуют районам, группам районов или внерайонным городам.
Высший орган районной ассоциации отраслевого профсоюза — районная конференция, между районными конференциями — районное правление, высшее должностное лицо районной ассоциации отраслевого профсоюза — председатель районного правления.
Производственные группы отраслевых профсоюзов
Производственные группы отраслевых профсоюзов концентрированных профессий соответствуют предприятиям и учреждениям.
Высший орган производственной группы — общее собрание (mitgliederversammlung), между общими собраниями — правление производственной группы (betriebsgruppenvorstand), высшее должностное лицо производственной группы — председатель производственной группы (betriebsgruppenvorsitzender).

## Молодёжная организация
Молодёжная организация ОНП — «Молодёжь ОНП» (DGB-Jugend). Состоит также из отраслевых молодёжных организаций:
- Молодёжь Индустриального профсоюза «Металл» (IG Metall Jugend)
- Молодёжь Профсоюза работников сферы услуг (Ver.di Jugend)
- Молодой Профсоюз «Воспитание и наука» (Junge GEW)
- Молодёжь Профсоюза «Горное дело, химия и энергетика» (IGBCE-jugend)

Молодёжь ОНП представляет собой систему молодёжных комитетов состоящей из федерального молодёжного комитета (bundesjugendausschuss) и окружных молодёжных комитетов (bezirksjugendauschuss) и систему молодёжных конференций состоящую из федеральной молодёжной конференции (Bundesjugendkonferenzen) и окружных молодёжных комитетов (bezirksjugendausschuss).
Отраслевые молодёжные организации состоят из округов. Высший орган отраслевой молодёжной организации — федеральная молодёжная конференция (bundesjugendkonferenz), между федеральными молодёжными конференциями — федеральный молодёжный комитет (bundesjugendausschuss), между федеральными молодёжными комитетами — федеральное молодёжное правление (bundesjugendvorstand), высшее должностное лицо отраслевой молодёжной организации — федеральный молодёжный секретарь (bundesjugendsekretaer).
Округа отраслевых молодёжных организаций
Округа отраслевых молодёжных организаций соответствуют землям или частям крупных земель.
Высший орган округа отраслевой молодёжной организации — окружное молодёжное общее собрание (bezirksjugendmitgliederversammlung), между окружными молодёжными общими собраниями — окружной молодёжный комитет (bezirksjugendausschuss) и окружное молодёжное правление (bezirksjugendvorstand), высшее должностное лицо отраслевой молодёжной организации — окружной молодёжный секретарь (bezirksjugendsekretaer).

## Женская организация
Женская организация ОНП — «Женщины ОНП» (DGB-Frauen). Высший орган — федеральная женская конференция (bundesfrauenkonferenz), между федеральными женскими конференциями — федеральный женский комитет (bundesfrauenausschuss).
В рамках отраслевых профсоюзов могут существовать женские организации.

## Прочие смежные организации
- Фонд Ханса Бёклера (Hans-Böckler-Stiftung)

## Председатели
- Ганс Бёклер (1949—1951)
- Христиан Фетте (1951—1952)
- Вальтер Фрайтаг (1952—1956)
- Вилли Рихтер (1956—1962)
- Людвиг Розенберг (1962—1969)
- Хайнц Оскар Веттер (1969—1982)
- Эрнст Брайт (1982—1990)
- Хайнц-Мейер Веттер (1990—1994)
- Дитер Шульте (1994—2002)
- Михаэль Зоммер (2002—2014)
- Райнер Хоффман[нем.] (2014—2022)
- Ясмин Фахими[англ.] (с 2022)